# Mulitefala
Mulitefala é uma ilha do atol de Funafuti, do país de Tuvalu.